# Hayasat-1
 (décembre 2023).
Hayasat-1 (en arménien Հայասաթ-1) est un nano-satellite arménien développé par Bazoomq Space Research Laboratory et CSIE (Center for Scientific Innovation and Education) au format CubeSat. Il s'agit du deuxième satellite arménien envoyé en orbite, mais le premier dont la conception et la création est complètement arménienne. 
Il est destiné à servir à des fins de gestion des catastrophes naturelles, de surveillance des frontières et de recherche sur la science satellitaire et est envoyé en orbite le 1er décembre 2023.

## Histoire

### Conception
Bien que l'Arménie ait déjà lancé un premier satellite, en mai 2022, nommé ArmSat-1, il s'agit du premier satellite complètement créé en Arménie par des acteurs arméniens, et est un enjeu important pour le pays, qui cherche à acquérir une autonomie stratégique au niveau satellitaire. Le projet pour créer Hasayat-1 est lancé en janvier 2022.
Le satellite est développé par un laboratoire du CSIE de la République d'Arménie en collaboration avec l'entreprise arménienne Bazoomq,,. Il pèse environ 1 kg et est créé au format CubeSat 1U (cube de 10 x 10 x 10 centimètres),. Il est composé de senseurs destinés à comprendre les conditions spécifiques à l'espace, et s'alimente avec un mélange de batteries et de panneaux solaires,. Sur une de ses faces, il est écrit en lettres majuscules et en anglais : « L'Arménie dans l'espace pour la science »,.  Il est censé évoluer à 550km d'altitude et son espérance de vie est d'environ 5 ans, selon Bazoomq. Son orbite est héliosynchrone. Il est destiné à faire le tour de la Terre toutes les 90 minutes. Le satellite parvient à remplir les conditions requises à la suite d'une série de tests.
Ses buts sont de surveiller les catastrophes naturelles, effectuer des recherches sur la science satellitaire et pouvoir surveiller les frontières de l'Arménie.

### Lancement
Après avoir été retardé deux jours,, le satellite est lancé par une fusée Falcon 9, le 1er décembre 2023 depuis la Vandenberg Space Force Base,. Il fait partie d'un vol comportant 25 satellites,, comprenant le premier satellite de reconnaissance sud-coréen. 
Le lancement est diffusé en live sur YouTube par Bazoomq.

### Suites
Quelques jours après le lancement, les communications sont établies avec succès avec le satellite,,. Le projet est critiqué par Osman Gunduz, un responsable azerbaïdjanais, qui déclare que celui-ci n'apportera aucun avantage à l'Arménie mais est félicité par l'ambassadeur de France en Arménie.